# Latino sine flexione
Latino sine flexione („latină fără flexiune”), Interlingua de Academia pro Interlingua (IL de ApI) sau Interlingua lui Peano (abreviat ca IL) este o limbă auxiliară internațională creată de Academia pro Interlingua sub președinția matematicianului italian Giuseppe Peano (1858-1932) din 1887 până în 1914. Este o versiune simplificată a latinei care păstrează vocabularul acesteia. Interlingua-IL a fost publicată în revista Revue de Mathématiques într-un articol din 1903 intitulat De Latino Sine Flexione, Lingua Auxiliare Internationale (adică Despre latină fără flexiune, limbă auxiliară internațională), care a explicat motivul creării sale. Articolul susținea că alte limbi auxiliare erau inutile, deoarece latina era deja stabilită ca limbă internațională a lumii. Articolul este scris în latină clasică la început, dar sunt scoase inflexiunile de-a lungul articolului, până când ajunge să nu mai fie niciuna, astfel indicând cum funcționează limba.
Codurile lingvistice ISO 639-2 și ISO 639-1 au fost solicitate pe 23 iulie 2017 la Biblioteca Congresului (propuse: IL și ILA); ISO 639-3 a fost solicitat pe 10 august 2017 la SIL (propus: ILC) și a fost respins pe 23 ianuarie 2018.

## Istorie
În 1903, Peano a publicat articolul De Latino Sine Flexione pentru a-și prezenta limba. În această lucrare, Peano a citat o serie de sugestii ale lui Leibniz despre o formă simplificată de latină. Articolul a părut a fi o dezvoltare serioasă a ideii, iar Peano a câștigat ulterior o reputație în rândul mișcării limbajelor auxiliare.
În 1904, Peano a întreprins un eseu despre modul de a obține gramatica minimă a unei eventuale latine minime (Latino minimo), cu un vocabular minim pur internațional.
Peano și unii din colegii lui au publicat articole în Latino sine flexione timp de mai mulți ani la Revue de Mathématiques. Din dorința sa de a dovedi că aceasta era într-adevăr o limbă internațională, Peano a publicat cu îndrăzneală ediția finală a celebrului său Formulario mathematico în Latino sine flexione. Cu toate acestea, după cum notează Hubert Kennedy, majoritatea matematicienilor au fost descurajați de aspectul artificial al limbii și nu au făcut nicio încercare de a o citi. 
În octombrie 1907, Peano se afla la Collège de France din Paris pentru a lua parte la Delegația pentru adoptarea unei limbi auxiliare internaționale. După ce s-a pronunțat pentru adoptarea Latino sine flexione, el nu a putut participa în cele din urmă la votul final, din cauza unor probleme de muncă la Torino.
La 26 decembrie 1908, Peano a fost ales membru și director al Akademi internasional de lingu universal, academie care încă folosea Idiom Neutru. Academia a fost refondată un an mai târziu sub numele de Academia pro Interlingua. Fiecare academician putea folosi forma sa preferată de Interlingua, termenul fiind inițial folosit în sens general ca sinonim pentru limba internațională, însă curând a început să fie folosit în mod special pentru a desemna o Latino sine flexione reformată, bazată pe regulile comune la care academicienii ajungeau prin voturi frecvente. Astfel, numele Interlingua a început curând să desemneze limba care evoluează din Academia Pro Interlingua, cu abrevierea corespunzătoare IL.
Cu toate acestea, fiecare membru era liber să scrie în stilul său personal și, într-adevăr, unii membri propuneau reforme radicale care, în cele din urmă, puteau deveni limbi independente (precum Romanal a lui Michaux sau Interlingue lui De Wahl). Din acest motiv, denumirea Peano's Interlingua sau Interlingua (IL) ar putea fi considerată cea mai corectă pentru standardul particular al lui Peano. (Așa cum se găsește în „Interglossa and its predecessors”.)
Discuțiile pentru a ajunge la o Interlingua standard pot fi văzute în paginile Discussiones, jurnalul oficial al Academiei pro Interlingua din 1909 până în 1913. Aceasta și revistele ulterioare ale academiei au fost publicate recent într-un CD-ROM de către departamentul de matematică al Universității din Torino, locul în care Peano și-a dezvoltat activitatea didactică și de cercetare.
Deoarece De Latino Sine Flexione stabilise principiul de a lua substantivele latine fie la ablativ, fie la nominativ (nomen era preferat lui nomine), în 1909 Peano a publicat un vocabular pentru a ajuta la selectarea formei adecvate a fiecărui substantiv, totuși, o valoare esențială a Interlingua lui Peano era că lexicul putea fi găsit direct în orice dicționar latin (obținând vocala tematică a rădăcinii cuvântului din terminația genitivului, adică -a -o -e -u -e din -ae -i -is -us -ei).
În cele din urmă, în 1915 a fost publicat un vocabular cu 14 000 de cuvinte.
O Interlingua reformată a fost prezentată în 1951 de Alexander Gode în calitate de ultim director al Asociației Internaționale a Limbilor Auxiliare. Se pretindea a fi independentă de Interlingua lui Peano, deoarece dezvoltase o nouă metodă de detectare a celor mai recente prototipuri comune. Dar această metodă conduce de obicei la ablativul latin, astfel încât majoritatea vocabularului din Interlingua lui Peano ar fi păstrat. În consecință, numele Interlingua a fost păstrat, dar a fost adoptată o abreviere distinctă: IA în loc de IL.

## Exemple de texte
„ Latino es lingua internationale in occidente de Europa ab tempore de imperio romano, per toto medio aevo, et in scientia usque ultimo seculo. Seculo vigesimo es primo que non habe lingua commune. Hodie quasi omne auctore scribe in proprio lingua nationale, id es in plure lingua neo-latino, in plure germanico, in plure slavo, in nipponico et alio. Tale multitudine de linguas in labores de interesse commune ad toto humanitate constitute magno obstaculo ad progressu.
”— Latina a fost limba internațională în vestul Europei din timpul Imperiului Roman, de-a lungul Evului Mediu și în știință până în secolul trecut. Secolul XX este primul care nu are o limbă comună. Astăzi, aproape toți autorii scriu în limbile lor naționale, adică în limbi neolatine, în germanice, în slave, în japoneze și altele. Această multitudine de limbi în operele de interes comun pentru întreaga umanitate constituie un mare obstacol în calea progresului.

| Latino sine flexione | Interlingua de IALA | Latină | Română (Evanghelia după Matei 6:9-13) |
| --- | --- | --- | --- |
| Nostro patre, qui es in caelos, que tuo nomine fi sanctificato; que tuo regno adveni; que tuo voluntate es facto sicut in caelo et in terra. Da hodie ad nos nostro pane quotidiano, et remitte ad nos nostro debitos, sicut et nos remitte ad nostro debitores. Et non induce nos in tentatione, sed libera nos ab malo. Amen. | Patre nostre, qui es in le celos, que tu nomine sia sanctificate; que tu regno veni; que tu voluntate sia facite como in le celo, etiam super le terra. Da nos hodie nostre pan quotidian, e pardona a nos nostre debitas como etiam nos los pardona a nostre debitores. E non induce nos in tentation, sed libera nos del mal. Amen. | Pater noster, qui es in caelis, sanctificetur nomen tuum. Adveniat regnum tuum. Fiat voluntas tua, sicut in caelo, et in terra. Panem nostrum quotidianum da nobis hodie, et dimitte nobis debita nostra, sicut et nos dimittimus debitoribus nostris. Et ne nos inducas in tentationem, sed libera nos a malo. Amen. | Tatăl nostru Care ești în ceruri, sfințească-se numele Tău, vie împărăția Ta, facă-se voia Ta, precum în cer așa și pe Pământ. Pâinea noastră cea de toate zilele, dă-ne-o nouă astăzi și ne iartă nouă greșalele noastre precum și noi iertăm greșiților noștri și nu ne duce pe noi în ispită ci ne izbăvește de cel rău. Amin. |